# Dekanat Pforzheim
Das Dekanat Pforzheim ist seit der Dekanatsreform ab dem 1. Januar 2008 eines von 26 Dekanaten in der römisch-katholischen Diözese Freiburg.

## Geschichte
Mit der Dekanatsreform zum 1. Januar 2008 wurde das Dekanat Pforzheim als eines von 26 Dekanaten des Erzbistums Freiburg errichtet. Sitz des Dekanats ist Pforzheim. Das Dekanat bildet zusammen mit den Dekanaten Bruchsal, Karlsruhe, Rastatt und Baden-Baden die Region Mittlerer Oberrhein / Pforzheim des Erzbistums Freiburg.
Von ursprünglich acht Seelsorgeeinheiten verringerte sich deren Anzahl bis zum 1. Januar 2015 auf fünf, indem die vier Kirchengemeinden Pforzheim Innenstadt, Pforzheim West, Dillweißenstein und Buckenberg zur Seelsorgeeinheit Pforzheim zusammengelegt wurden.

## Gliederung
Das Dekanat Pforzheim gliedert sich in die folgenden fünf Seelsorgeeinheiten:
| Seelsorgeeinheiten | zugehörige Pfarreien und Filialen |
| ------------------ | --- |
| SE Pforzheim       | Kirchengemeinde Pforzheim-Innenstadt mit St. Franziskus (Pforzheim), Herz-Jesu-Kirche (Pforzheim) und der Barfüßerkirche (Pforzheim); Kirchengemeinde Pforzheim-West mit St. Antonius (Brötzingen), St. Bernhard (Pforzheim) und Heilige Familie (Pforzheim); Kirchengemeinde Dillweißenstein mit der Liebfrauenkirche (Dillweißenstein), Heilig-Kreuz-Kirche (Büchenbronn) und St. Ulrich (Huchenfeld); Kirchengemeinde Buckenberg mit St. Elisabeth (Buckenberg) und Vom Heiligen Geist (Pforzheim) |
| SE Eutingen        | Liebfrauen (Niefern), St. Josef (Eutingen an der Enz) und St. Johannes (Dürrn) |
| SE Kämpfelbachtal  | Christ König (Ersingen), Maria Königin (Ispringen) und Hl. Dreieinigkeit (Bilfingen-Königsbach) mit den Filialgemeinden St. Bernhard (Stein-Eisingen) und St. Peter und Paul (Remchingen) |
| SE Biet            | Maria Magdalena (Tiefenbronn), St. Alexander (Mühlhausen) mit St. Ottilia (Lehningen), St. Urban und Vitus (Neuhausen) mit den Kirchengemeinden Rosenkranzkönigin (Steinegg) und St. Wolfgang (Hamberg) und der Pfarrei St. Nikolaus (Schellbronn) mit Maria Königin (Hohenwart) |
| SE Pfinztal        | Christkönig (Berghausen), St. Pius X. (Söllingen), Guter Hirte (Kleinsteinbach) und St. Johannes der Täufer (Wöschbach) |

## Demographische und sozialräumliche Struktur
Das Dekanat Pforzheim grenzt an die Landkreise Böblingen und Calw, die beide zur Diözese Rottenburg-Stuttgart gehören.